# Feng Lanlan
Feng Lanlan est une karatéka chinoise. Elle a remporté la médaille d'or en kumite moins de 68 kg aux Jeux asiatiques de 2010 à Canton.